# Brauerei Gasthof Ott

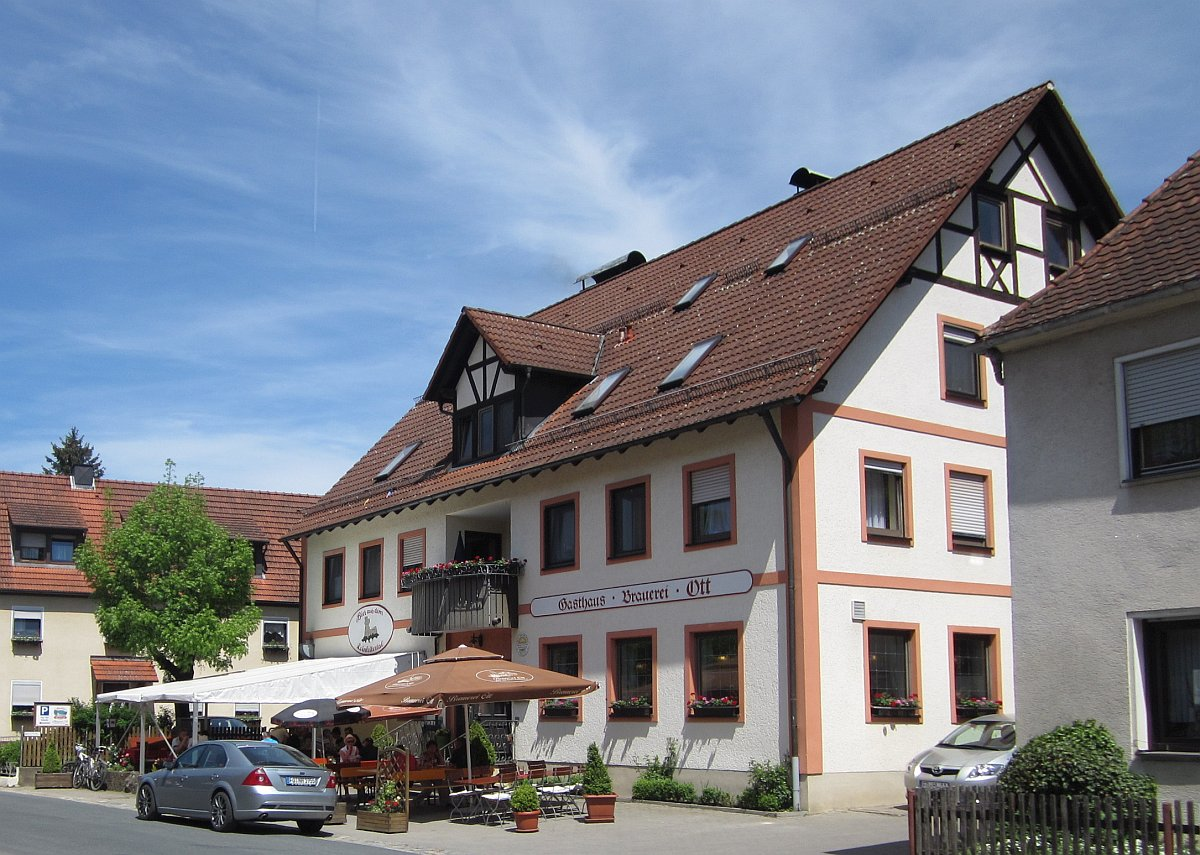
Brauereigebäude und Gasthaus

Der Brauerei Gasthof Ott ist eine Bierbrauerei im oberfränkischen Oberleinleiter, einem Ortsteil des Marktes Heiligenstadt im Landkreis Bamberg. Die Brauerei hat eine Jahresproduktion von 10000 Hektolitern.
Die Brauerei mit Schankwirtschaft wird bereits seit 1678 betrieben, seit 1882 befindet sie sich im Familienbesitz der Familie Ott. Die Produktpalette umfasst die Biersorten Weißbier, Obaladara, Bock-Bier, Ladara-Bockbier, Edel-Pils, Export und Festbier. Abgefüllt wird jeweils in Kronkorkenflaschen. Die Brauerei ist Mitglied im Brauring, einer Kooperationsgesellschaft privater Brauereien aus Deutschland, Österreich und der Schweiz.